# Фонтлерой, Дон
Дон Эдвард Фонтлерой (англ. Don Edward  FauntLeRoy; род. 5 мая 1953, Лос-Анджелес, Калифорния, США) — американский кинорежиссёр и оператор.

## Биография
Родился 5 мая 1953 года в Лос-Анджелесе.

### Карьера
Операторская карьера Дона началась в 1972 году, он был ассистентом оператора на «Шоу Боба Ньюхарта». Как оператор известен по работе с режиссёром Виктором Сальвой над его фильмами «Джиперс Криперс», «Джиперс Криперс 2», «Бульвар страха» , «Дом призраков» и «Джиперс Криперс 3». В 1995 году был номинирован на награду Американского общества кинооператоров за сериал «Рай и Ад: Север и Юг. Книга 3».
В качестве режиссёра поставил несколько боевиков с участием Стивена Сигала.

### Личная жизнь
С 1985 года женат на популярной актрисе Лесли-Энн Даун. У пары один ребёнок.